# لوريت حنينو
```

```

لوريت حنينو (بالإنجليزية: laurette hnayno)‏ ممثلة لبنانية من أب لبناني وأم روسية ولدت في بيروت. بدأت حنينو التمثيل في العام 1998 وقد لعبت عدة أدوار في الأفلام السينمائية والمسلسلات التلفزيونية.

## الافلام والمسلسلات
- عندما يبكي التراب (2012)
- بين الحبّ والتراب (2009)
- أيام السراب (2009)
- ليلة القرار (2007)
- الجبال حين تنهار (2002)
- تلاميذ آخر زمن (2000)
- ويزول الخطر (2001)
- قد أكون أنا (2001)

## روابط خارجية
- لوريت حنينو على موقع IMDb (الإنجليزية)